# Sigrid Schneider-Grube
Sigrid Liane Schneider-Grube (* 1941) ist eine deutsche Pädagogin und Sozialarbeiterin.

## Werdegang
Nach Studienabschluss als Diplom-Pädagogin arbeitete sie unter anderem beim Evangelischen Forum in München sowie von 1975 bis 1987 als Studienleiterin an der Evangelischen Akademie Tutzing. Ende der 1980er Jahre war sie Mitinitiatorin der Frauengleichstellungsstelle der evangelischen Landeskirche in Bayern und leitete sie bis zu ihrer Pensionierung im Jahr 2005.

## Ehrungen
Sie erhielt 2011 das Verdienstkreuz am Bande der Bundesrepublik Deutschland „für ihr konsequentes Eintreten für Frauen in der Kirche und in der Gesellschaft.“

## Veröffentlichungen
- Zu nichts nütze; Frauenarbeitslosigkeit, Interviews und Fakten, Burckhardthaus-Laetare-Verlag, Gelnhausen/Berlin/Stein 1979, ISBN 3-7664-6104-4.